# Herpetogramma abdominalis
Herpetogramma abdominalis là một loài bướm đêm trong họ Crambidae.